# Ян Сологуб
Ян Сологуб (Jan Sołłohub; 24 вересня 1747 — бл. 1812) — генерал-ад'ютант польського короля Станіслава Августа (1774), згодом генерал-майор російської армії (1785). Засновник однієї з гілок роду Сологубів.

## Життєпис
Син воєводи литовського Антонія Сологуба (1710—1759) і князівни Бригіти Радзивілл (1727—1773). По батькові доводився онуком великого підскарбія Яна Сологуба, по матері — князя Миколая Радзивілла.
У 1761 — майор литовської артилерії. Перейшов на російську службу: в 1777 — полковник, командир Слов'янського гусарського полку; 1 січня 1785 одержав чин генерал-майора.
Брав участь у російсько-турецькій війні 1787—1791: в 1787 перебував у 1-й Катеринославській дивізії чинної армії, в 1788 — при Потьомкіні під Очаковом.
25 серпня 1793 був звільнений у відставку без клопотання. Кавалер ордена Св. Станіслава (6 травня 1777) і голштинського ордена Св. Анни (1776); ордена Білого Орла (30 вересня 1797).
Мав до 80 тисяч душ селян; власник замку в ґміні Опорув (1781—1792); Шліссельбурзький повітовий маршалок шляхти (до 1798). За найвищим указом імператора Павла I 23 лютого 1798 звільнений з посади маршалка і відправлений у відпустку.
За відгуком Ф. Булгаріна, граф Сологуб був «вельми приємної зовнішності, надзвичайно ввічливий», але в 1803, користуючись заступництвом Марії Наришкіної, він надумав відібрати у своєї дружини маєток Горки і виклопотав у Олександра I на нього опіку, тим часом як за законом, «окрім малолітніх і божевільних, в опіку не брати». Суперечка ця привела його до повного розриву з сім'єю. Помер в Дрездені.

## Родина
- Перша дружина (з квітня 1777) — Марія (Маріанна Катаржина) Сапега (1760 — ?), Дочка польського гетьмана литовського, князя Олександра Михаїла Сапеги (1730–1793) і Магдалени Агнешки Любомирської (1739–1780). У 1778 подружжя розлучилося, не маючи спільних дітей.
- Друга дружина (з 22 серпня 1781)[3] — Наталя Наришкіна (1761-21.08.1819), дочка Л. Наришкіна; при торжестві в Москві миру з турками 11 липня 1775 отримала стасус фрейліни, а 24 листопада 1780 заручена з графом Сологубом. Катерина II особисто була присутня при заручинах, в день своїх іменин, і при вінчанні, а після — на бенкеті. Подружжя проживало майже постійно в Петербурзі, де Наталя була знаменита при дворі своєю пишною красою, яка підтримувалася розкішшю в манерах і строях. Згідно з щоденником Храповицького в лютому 1787, під час подорожі імператриці, в Києві, на балі у Кобенцеля графиня Сологуб з'явилася з грудьми до того відкритими, що у графа Румянцева вирвався вигук: «Не можна краще уявити спокуси»[4]. Одним з прихильників графині був князь Потьомкін. Їй належав величезний маєток Горки в Могилевській губернії, де часто гостював Державін і оспівував його у своїх віршах. Шлюб Наталії, вельми щасливий на початку 1803 затьмарився майновою суперечкою, через що в старості вона жила з чоловіком нарізно. Померла в Петербурзі і була похована в Олександро-Невській лаврі[5]. У шлюбі народила:
  - Катерина (13.03.1784 — 01.03.1827) — у шлюбі (з 09.10.1801) з князем Г. С. Голіциним
  - Лев (1785 або 1783–1825?)
  - Олександр (1787–1843) — батько письменника В. Соллогуба.

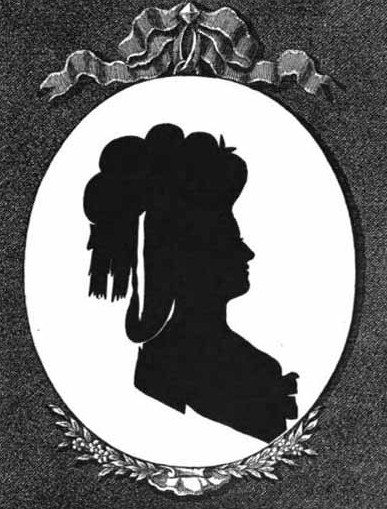
Наталя, жінка
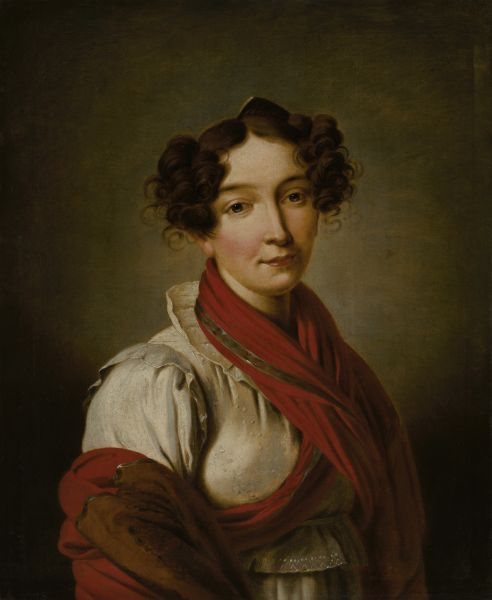
Катерина, донька
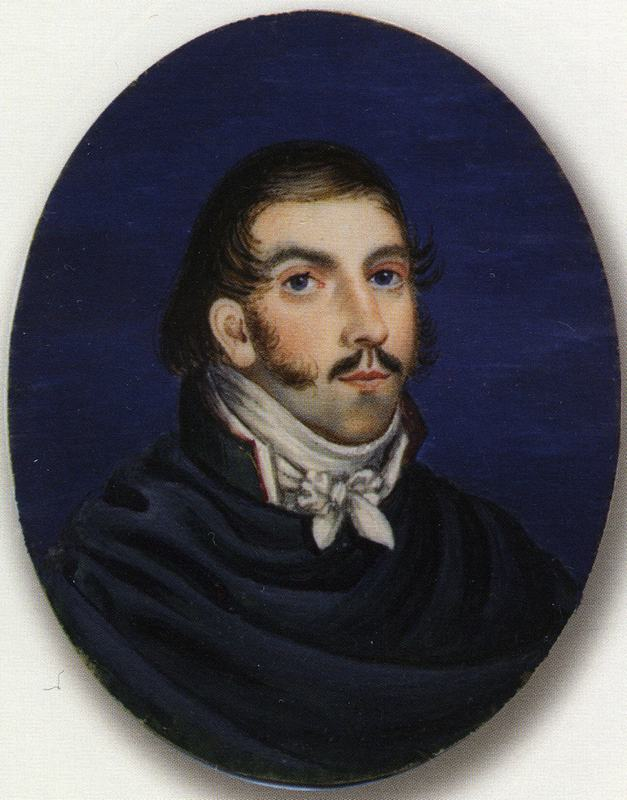
Левко, син
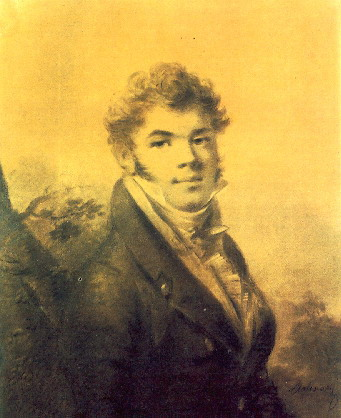
Олександр, син